# Edenwiesen
Edenwiesen ist ein Ortsteil und eine Rotte in der Gemeinde Diersbach in Oberösterreich (Bezirk Schärding). Die Ortschaft hat 44 Einwohner (Stand 1. Jänner 2024).

## Geographie
Edenwiesen liegt etwa 1,5 Kilometer nördlich des Ortszentrums von Diersbach im nordwestlichen Teil des Gemeindegebietes. Der Ortsteil liegt dabei überwiegend in der Katastralgemeinde Diersbach, ein kleiner Teil von Edenwiesen gehört zu Großwaging. Der Ortsteil Edenwiesen besteht aus der Rotte Edenwiesen an der Eisenbirner Landstraße (L 515), dem südlich ebenfalls an der Landstraße gelegenen Weiler Denk (auch Dank) sowie verschiedenen Einzelgehöften und verstreut liegenden Häusern. Nachbarorte von Edenwiesen sind Mayberg im Nordwesten, Elend im Nordosten, Froschau und Herrnberg im Osten, Bernolden bzw. Ober- und Unterhörlberg im Südwesten, Schwabenhub und Diersbach im Süden sowie  Doblmann, Rager und Dipoltsberg im Westen.

## Geschichte und Bevölkerung
Urkundlich wurde Edenwiesen 1262 erstmals als Odenwisen urkundlich erwähnt, wobei es sich bei diesem Ortsnamen um einen gefügten Lagenamen aus dem mittelhochdeutschen Adjektiv oede (für öd, leer oder unbebaut) und dem mittelhochdeutschen Grundwort wise (Wiese) handelt. Das sogenannte Maier-Gut war dabei im 13. und 14. Jahrhundert Sitz der Herren von Oedenwiser bzw. Edenwisär, bevor diese nach Schärding übersiedelten.
In Edenwiesen lebten 1869 61 Menschen in neun Häusern. Bis zum Jahr 1910 stieg die Einwohnerzahl auf 66 Personen, wobei 32 Männer und 34 Frauen bzw. ausschließlich Katholiken gezählt wurden. Die Zahl der Häuser war auf elf gestiegen. In der Statistik wurde Edenwiesen zu diesem Zeitpunkt in drei Bestandteile eingeteilt. Der Weiler Denk umfasste dabei sechs Häuser und 26 Einwohner, der Weiler Edenwiesen vier Häuser und 32 Einwohner und die Ziergelmühle ein Gebäude und acht Einwohner. Auch 1923 hatte sich bezüglich der Größe der Siedlung wenig geändert. Die Zahl der Häuser war auf 1^2 gestiegen, die Einwohnerzahl auf 78. Denk umfasste dabei sieben Häuser mit 38 Einwohnern, Edenwiesen vier Gebäude mit 31 Bewohnern und die Ziergelmühle ein Gebäude und neun Menschen. Bis 1951 hatte sich die Einwohnerzahl bereits auf 103 gesteigert, wobei die Häuserzahl 14 betrug. Denk hatte dabei sieben Häuser und 41 Einwohner, Edenwiesen 44 Einwohner in sechs Gebäuden und die Ziergelmühle 18 Bewohner. 1971 hatte sich die Zahl der Gebäude weiter erhöht, wobei von den 16 Häusern 7 in Denk und 9 in Edenwiesen lagen. Die Ziergelmühle wurde nun nicht mehr extra ausgewiesen. Edenwiesen hatte 63 Einwohner, Denk 37. 1981 teilte die Statistik Austria Edenwiesen in den Weiler Denk, die Rotte Edenwiesen und zusätzlich verstreute Siedlungsteile (Zerstreute Häuser) ein, wobei als zusätzliche Siedlungsnamen die Höfe Lambert und Schlöglmann sowie die Ziergelmühle genannt wurden. Denk wies in diesem Jahr sieben Gebäude mit 37 Einwohnern, Edenwiesen acht Gebäude mit 44 Einwohnern und die Streulagen drei Gebäude mit 12 Einwohnern auf. 2001 wurde der Ortsteil Edenwiesen nicht mehr unterteilt ausgewiesen. Der Ortsteil umfasste insgesamt 23 Gebäuden und 84 Einwohnern. Es bestanden 22 Gebäude mit Hauptwohnsitzen, 31 Wohnungen und 31 Haushalte sowie neun land- und forstwirtschaftliche Betriebsstätten. 2011 beherbergte die Ortschaft nur noch 66 Einwohner.

## Bauwerke
In Edenwiesen besteht mit der sogenannten Bründlkapelle ein Sakralbau, der der Legende nach an einer Stelle errichtet wurde, an der ein Blinder vom Quellwasser geheilt worden war. Die Kapelle befindet sich bei der Quelle östlich des Schnolzenbaches auf einer zum Maiergut in Edenwiesen gehörenden Wiese. Die der Heiligen Maria geweihte Kapelle entwickelte sich zu einem kleinen Wallfahrtsort, an dem sich Hilfesuchende die Augen mit Quellwasser wuschen. Die ursprüngliche Kapelle wurde jedoch von Lambert Mayer, einem früheren Besitzer des Maiergutes abgerissen, wobei er das Material für ein Auszugshaus verwendete. Nachdem die Familie Mayr das Anwesen 1930 verkaufen musste, ließ der folgende Besitzer Johann Parzer unter Mithilfe seines Bruders Josef Parzer vom Oberhörlbergergut in Bernolden und der Bewohner von Edenwiesen eine neue, hölzerne Kapelle errichten. Die Pläne für die Kapelle stammen von Franz Wirth, der auch das Kriegerdenkmal von Diersbach schuf. Die Kapelle wurde am 7. Juli 1935 geweiht. Die Quelle hingegen versiegte, nachdem in den 1960er Jahren eine Planierraupe die oberhalb der Kapelle gelegenen Tobel einebnete.
Neben der Kapelle findet sich in Edenwiesen auch ein Kreuzstöckl beim Ziegelmülleranwesen.